# 5年後の世界
『5年後の世界』（ごねんごのせかい）は、特撮のアルバム。2011年6月29日にキングレコードよりリリース。

## 解説
前作『綿いっぱいの愛を!』より5年ぶりのアルバム。
「大槻ケンヂと絶望少女達」がシリーズを通して主題歌を担当してきたテレビアニメ『さよなら絶望先生』から「人として軸がぶれている」、「林檎もぎれビーム!」、「空想ルンバ」が特撮によって新録されたほか、OVA『かってに改蔵』の主題歌「かってに改造してもいいぜ」とカップリングの「ヌイグルマー」を大槻が歌い直したヴァージョン、『オムライザー』以降の特撮の楽曲のセルフカヴァー、そして書き下ろしの新曲という変則的な構成である。

## 収録曲
全作詞：大槻ケンヂ、作曲：NARASAKI（特記以外）
1. 5年後の世界
作詞：NARASAKI、大槻ケンヂ
2. オム・ライズ
3. 林檎もぎれビーム!
4. 霧が晴れた日
5. 人として軸がぶれている
6. 空想ルンバ
7. 追想
作曲：三柴理
8. ヌイグルマー (オーケンVo.ver)
9. ロコ!思うままに (011)
10. かってに改造してもいいぜ (オーケンVo.ver)
11. Dead or Alive
作詞：ARIMATSU / 作曲：三柴理
12. メビウス荒野〜絶望伝説エピソード1
13. ルーズ ザ ウェイ (011)
作詞：大槻ケンヂ、NARASAKI